# تیبامات
تیبامات (انگلیسی: Tybamate) یک ضد اضطراب از خانواده کاربامات است. این یک پیش دارو برای مپروبامات است به همان روشی که داروی شناخته شده تر کاریسوپرودول است. این دارو دارای اثرات القای آنزیم‌های کبدی مشابه اثرات فنوباربیتال اما بسیار ضعیف تر است.